# Stillmatic
Albums de Nas
Nastradamus
(1999) The Lost Tapes
(2002)
Singles
1. Rule
Sortie : 6 octobre 2001
2. Got Ur Self A...
Sortie : 4 décembre 2001
3. One Mic
Sortie : 16 avril 2002

Stillmatic est le cinquième album studio de Nas, sorti le 11 décembre 2001.
Très bien reçu par la critique, cet album s'est vendu à plus d'1,7 million d'exemplaires. Il est certifié disque de platine par la Recording Industry Association of America (RIAA) le 16 janvier 2002.

## Contexte
Contrairement aux autres albums de Nas, cet album est davantage concentré sur le gangsta rap. Cet opus a aidé Nas à rétablir sa carrière car ses anciens albums Nastradamus et I Am... avaient été très critiqués, beaucoup de personnes lui reprochant de se tourner vers la musique commerciale, beaucoup moins créative. La sortie de Stillmatic a aidé Nas à retrouver sa stabilité dans la communauté hip-hop.
C'est à cette période qu'a commencé le beef entre Jay-Z et Nas, qui se sont livrés une bataille acharnée et à propos du titre de « King of New York », après la mort du légendaire rappeur The Notorious B.I.G..

### Beefentre Nas et Jay-Z

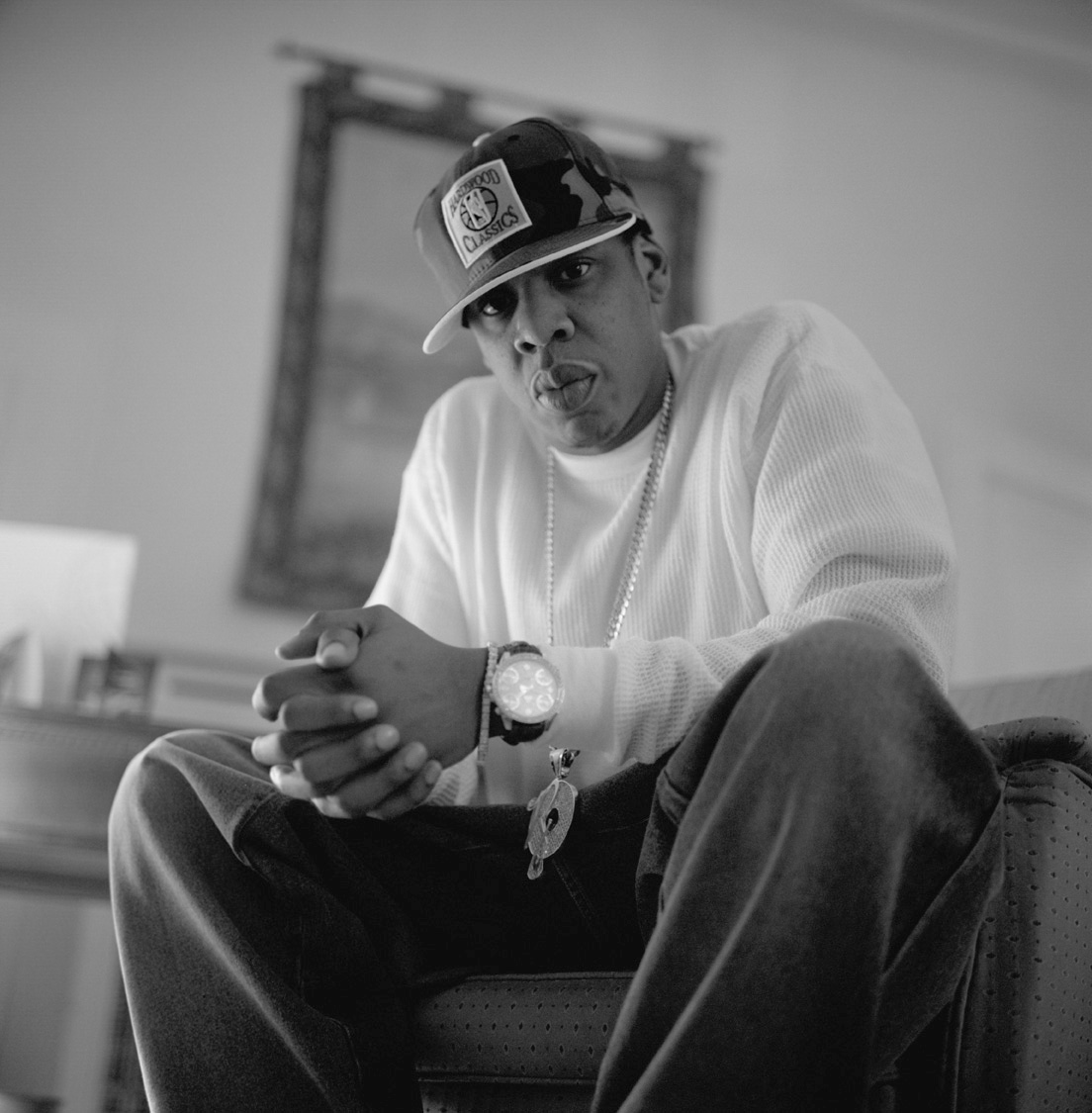
Jay-Z, ici en 2003

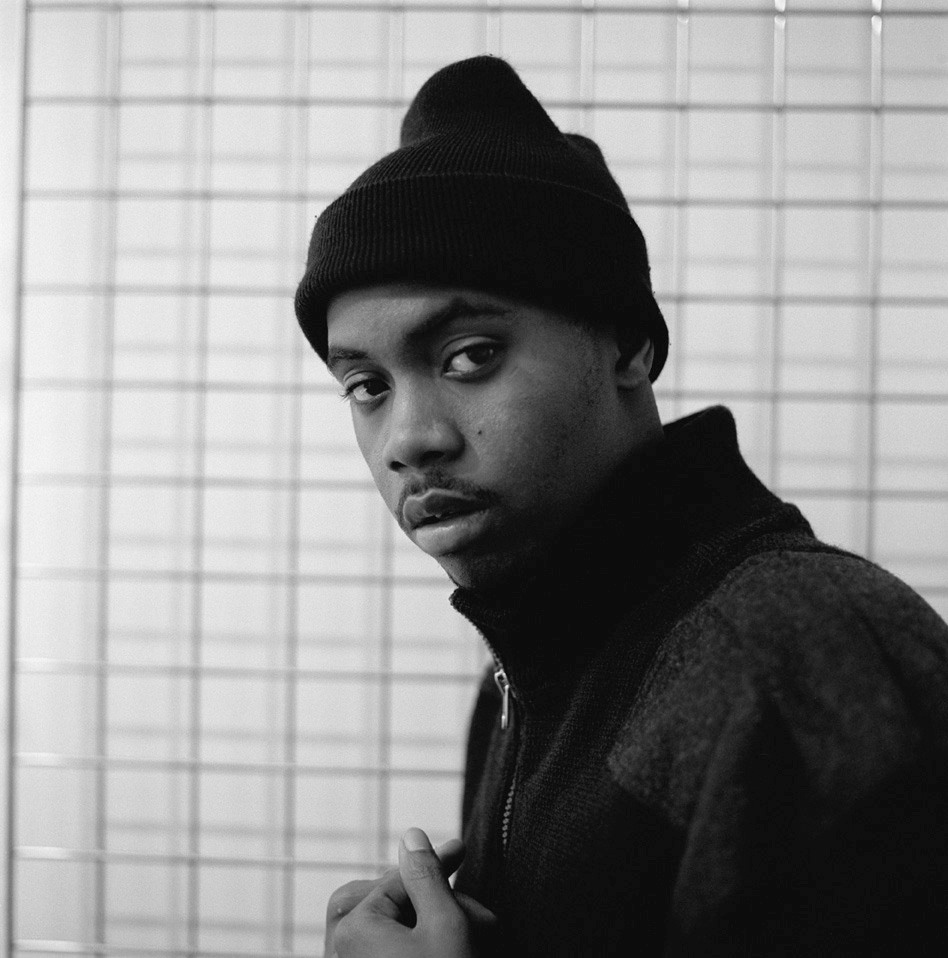
Nas, ici en 1998

Dans l'album The Blueprint (2001) de Jay-Z, on trouve Takeover, une diss song destinée à Nas. Dans la chanson, Jay-Z s'attaque à lui en disant que son seul vrai album est Illmatic. Voici un extrait de la chanson de Takeover traduit en français :
Tu utilises le modèle homosexuel pour Karl Kani/Esco ads

Venait de, Nasty Nas à l'ordure d'Esco

Tu avais quelque chose à tes débuts mais maintenant t'es juste flingué

Chuté du top dix à être passé à pas du tout mentionné

Le couplet de ton garde du corps sur "Oochie Wallie" était meilleur que le tiens

À vrai dire tu as le plus mauvais flow de cette putain de chanson

Mais je sais - le soleil ne brille pas, donc le fils ne brille pas

C'est pourquoi ta - BOITEUSE ! - de carrière arrive à sa fin (...)
Nas répondit à cette diss song sur le titre Ether qui est dans son album Stillmatic. Dans cette chanson Nas critique Jay-Z en disant qu'il utilise de nombreuses paroles de Biggie dans ses chansons et qu'il rappe pour l'argent. Voici un extrait de la chanson de Ether traduit en français :
Prépare toi pour la grande épreuve

Tu commences à t'impatienter

C'est comme un test du SIDA, quels sont les résultats ?

Négatif, qui sont les meilleurs ? Pac, Nas et BIG

Y'a pas meilleur dans l'Est, Ouest, Nord, Sud, Je t'ai renversé « glouton »

Je t'embrasse au Napalm

T'explose, je vois pas de tripes, le cœur et le visage ont disparu

Comment Nas pourrait faire de la merde ?

Tes cartilages explosent à cause de mon semi-automatique

Je brûle un côté de ta tête, casse toi de mon trône

Je le sais depuis 91

Je suis le plus vrai, nomme un rappeur que je n'ai pas influencé

Je t'ai donné le sommaire mais je garde mon œil sur le judas

Je suis aussi célèbre que Hawaiin Sophie, mon nom est connu dans la musique

Regarde (...)
Ce beef déterminera qui remplacera le « King of New York », titre décerné à Biggie avant son décès en 1997. Nas sera déclaré vainqueur du beef par la radio Hot 97. Cette rivalité prendra fin quelques années lors du concert de Jay-Z, I Declare War, au Madison Square Garden, le 27 novembre 2005. Il invite sur scène Nas pour le titre Dead President II. Par la suite Jay-Z fait signer Nas sur le label Def Jam et collabore à un titre de l'album Hip Hop Is Dead de Nas. En retour, Nas apparaît sur l'album American Gangster.

## Réception

### Critique
L'album a été très bien reçu par les critiques comparé aux albums précédents I Am... et Nastradamus qui ont été très critiqués. L'album a reçu cinq mics du magazine The Source.
Les fans ont également très bien accueilli cet album bien qu’Illmatic soit considéré comme son meilleur opus.
Stillmatic a été reçu comme le grand retour de Nas dans la communauté hip-hop.

### Distinctions
Le single, One Mic, a été nommé pour les MTV Video Music Awards 2002 dans la catégorie « Vidéo de l'année » et pour les Grammy Awards 2003 dans la catégorie « meilleure vidéo musicale ».

## Liste des titres
| No  | Titre                                                                               | Contient un (des) sample(s) de | Durée |
| --- | ----------------------------------------------------------------------------------- | --- | ----- |
| 1.  | Stillmatic (The Intro) (Produit par Hangmen 3)                                      | Let Me Be Your Angel de Stacy Lattisaw | 2:11  |
| 2.  | Ether (Produit par Ron Browz)                                                       | Fuck Friendz de 2Pac Who Shot Ya? de The Notorious B.I.G. featuring Puff Daddy Girls, Girls, Girls de Jay-Z featuring Q-Tip, Slick Rick et Biz Markie Takeover de Jay-Z U Don't Know de Jay-Z                                                     | 4:37  |
| 3.  | Got Ur Self A... (Produit par Megahertz)                                            | Woke Up This Morning (Chosen One Mix) d'Alabama 3 As the Rhyme Goes On d'Eric B. & Rakim | 3:48  |
| 4.  | Smokin' (Produit par Nas et Precision)                                              | | 3:47  |
| 5.  | You're da Man (Produit par Large Professor)                                         | Sugar Man de Rodriguez Theme From Exodus de Ferrante & Teicher Your Arms Too Short to Box With God de Delores Hall As the Rhyme Goes On d'Eric B. & Rakim                                                                                         | 3:26  |
| 6.  | Rewind (Produit par Large Professor)                                                | Monkey Island du J. Geils Band It's Yours de T La Rock & Jazzy Jay | 2:13  |
| 7.  | One Mic (Produit par Nas et Chucky Thompson)                                        | I'm Gonna Love You Just a Little More Baby de Barry White In the Air Tonight de Phil Collins | 4:28  |
| 8.  | 2nd Childhood (Produit par DJ Premier)                                              | Born to Love de Peabo Bryson et Roberta Flack Nobody Beats the Biz de Biz Markie featuring T.J. Swan Hate Me Now de Nas featuring Puff Daddy N.Y. State of Mind, Pt. II de Nas Dr. Knockboot de Nas Big Things de Nas Da Bridge 2001 de QB Finest | 3:51  |
| 9.  | Destroy & Rebuild (Produit par Baby Paul et Mike Risko)                             | Train Sequence de Geoffrey Sumner The Bridge Is Over des Boogie Down Productions | 5:24  |
| 10. | The Flyest (featuring AZ – Produit par L.E.S.)                                      | Night Moves de Frank McDonald et Chris Rae | 4:38  |
| 11. | Braveheart Party (featuring Mary J. Blige et Bravehearts – Produit par Swizz Beatz) | | 3:43  |
| 12. | Rule (featuring Amerie – Produit par Trackmasters)                                  | Everybody Wants to Rule the World de Tears for Fears Thank You Fallentin Me Be Mice Elf Agin de Junior Mance | 4:32  |
| 13. | My Country (featuring Millennium Thug – Produit par Lofey)                          | | 5:12  |
| 14. | What Goes Around (featuring Keon Bryce – Produit par Salaam Remi)                   | | 4:59  |

| 15. | Every Ghetto (featuring Blitz – Produit par L.E.S.) | Main Title de La Sanction de John Williams | 3:28 |

| 1. | No Idea's Original (Produit par The Alchemist) | 3:07 |
| 2. | U Gotta Love It (Snippet) (Produit par L.E.S.) | 1:33 |
| 3. | My Way (Snippet) (Produit par The Alchemist)   | 1:36 |
| 4. | Make It Last (Snippet) (Produit par L.E.S.)    | 1:57 |
| 5. | Doo Rags (Snippet) (Produit par Precision)     | 1:22 |